# Ulszan Munszu Stadion
Az Ulszan Munszu Stadion egy többfunkciós sportlétesítmény Ulszanban, Dél-Koreában. Az Ulsan Hyundai labdarúgócsapat otthona. 1998 és 2001 között épült a 2002-es labdarúgó-világbajnokságra. Két csoportmérkőzést és egy negyeddöntőt rendeztek itt. Befogadóképessége 40102 fő. 

## Események

### 2002-es labdarúgó-világbajnokság
| Dátum            | Pályaválasztó | Eredmény | Vendég           | Forduló     |
| ---------------- | ------------- | -------- | ---------------- | ----------- |
| 2002. június 1.  | Uruguay       | 1 – 2    | Dánia            | A csoport   |
| 2002. június 3.  | Brazília      | 2 – 1    | Törökország      | C csoport   |
| 2002. június 21. | Németország   | 1 – 0    | Egyesült Államok | Negyeddöntő |